# Seloua Luste Boulbina
Seloua Luste Boulbina, née le 22 juin 1957, est une philosophe franco-algérienne. Elle est directrice de programme au Collège international de philosophie de 2010 à 2016, spécialiste des études postcoloniales.

## Biographie
Seloua Luste Boulbina naît en France d'une mère française et d'un père algérien. Cette famille franco-algérienne s'installe ensuite à Alger où son père est l'avocat du FLN. Elle grandit dans ce pays qui vient d'acquérir son indépendance. Elle revient en France pour faire ses études supérieures. Elle est agrégée de philosophie. Elle enseigne la théorie politique à l'Institut d'études politiques de Paris de 1990 à 2005. Elle est directrice du programme « La décolonisation des savoirs » au Collège international de philosophie de 2010 à 2016,
. Elle est membre associée du Laboratoire du changement social et politique de l'université Paris-Diderot.

## Activités de recherche et éditoriales
Seloua Luste Boulbina soutient une thèse de doctorat en science politique, intitulée La symbolique politique des grands travaux du président Mitterrand, dirigée par Lucien Sfez, à l'université Paris-I en 1998
« L'urbanisme des « grands travaux » dans Paris pose une symbolique qui est double : figurer l'universel et illustrer la grandeur de la république française. »
.
Dans L'Afrique et ses fantômes. Écrire l'après, Seloua Luste Boulbina réfléchit à l'évolution post-coloniale de l'Afrique, et à l'empreinte, matérielle, intellectuelle, psychologique laissée par cette colonisation, dans les pays colonisés comme dans les pays colonisateurs.
Dans Les miroirs vagabonds ou la décolonisation des savoirs, elle écrit :« Les mondes extra-européens ont été regardés comme des univers de la réception, de l’imitation et de l’appropriation dans lesquels des codes divers – politiques, philosophiques, esthétiques – ont été empruntés », invitant ses lecteurs à ne plus considérer l'Occident comme " le " modèle à suivre. Elle n'hésite pas à appuyer ses réflexions  dans ses différents essais sur l'avenir en Afrique par des observations sur l'expression littéraire et artistique, domaine qui la passionne également. 
Toujours dans Les miroirs vagabonds ou la décolonisation des savoirs, où elle fait état de ses pérégrinations professionnelles dans le monde — elle est une érudite en philosophie reconnue en sociologie (thèmes décolonisation
, féminisme etc.) — elle  parle de l'art et ce qu'elle y recherche; Elle remarque surtout qu'« on » a déplacé le « être-chez-soi » philosophique des anciens colonisés (femmes et hommes) littérateurs ou pratiquant l'art qui se regarde ou s'écoute, depuis les anciennes colonies chez les anciens colonisateurs, là où les anciens colonisés vagabonds sont des « reflets de miroirs » qui sont tendus, là où ils sont attendus et  "entendus" (Berlin, Paris, Alger pour des expatriés africains etc.) quel que soit le mouvement d'opinion auquel ils adhèrent.

## Publications
- Luste Boulbina, Tocqueville, Sur l'Algérie, Flammarion, 2003, 380 p. (ISBN 978-2080711755), (éd. scientifique de Seloua Luste Boulbina)
- Luste Boulbina, Le Singe de Kafka et autres propos sur la colonie, Parangon, 2008, 167 p. (ISBN 978-2841901722)
- Luste Boulbina, Le Singe de Kafka et autres propos sur la colonie (nouvelle édition augmentée), Les Presses du réel, 2020, 224 p. (ISBN 978-2-37896-136-7)
- Luste Boulbina, Les Arabes peuvent-ils parler ?, Blackjack, 2011
- Luste Boulbina, L'Afrique et ses fantômes : Écrire l'après, Éditions Présence Africaine, 2015, 140 p. (ISBN 978-2708708761)
- Luste Boulbina (dir.) et al., Dix penseurs africains par eux-mêmes, Chihab éditions, 2015, 152 p. (ISBN 978-9947391167)
- Luste Boulbina, Les miroirs vagabonds ou la décolonisation des savoirs (art, littérature, philosophie), Les Presses du réel, 2018, 159 p. (ISBN 978-2378960254)
- Luste Boulbina, Alger-Tokyo – Des émissaires de l'anticolonialisme en Asie, Les Presses du réel, 2022, 224 p. (ISBN 978-2-37896-367-5)
- Luste Boulbina, Malaise dans la décolonisation – Terres éparses et îles noires, Les Presses du réel, 2025, 352 p. (ISBN 978-2-37896-550-1)